# Dzsászim Jaakúb
Dzsászim Jaakúb (Kuvaitváros, 1953. október 25. –) kuvaiti labdarúgócsatár.
A kuvaiti válogatott tagjaként részt vett az 1980-as moszkvai olimpián és az 1982-es spanyolországi világbajnokságon.